# Bruna-Staumauer

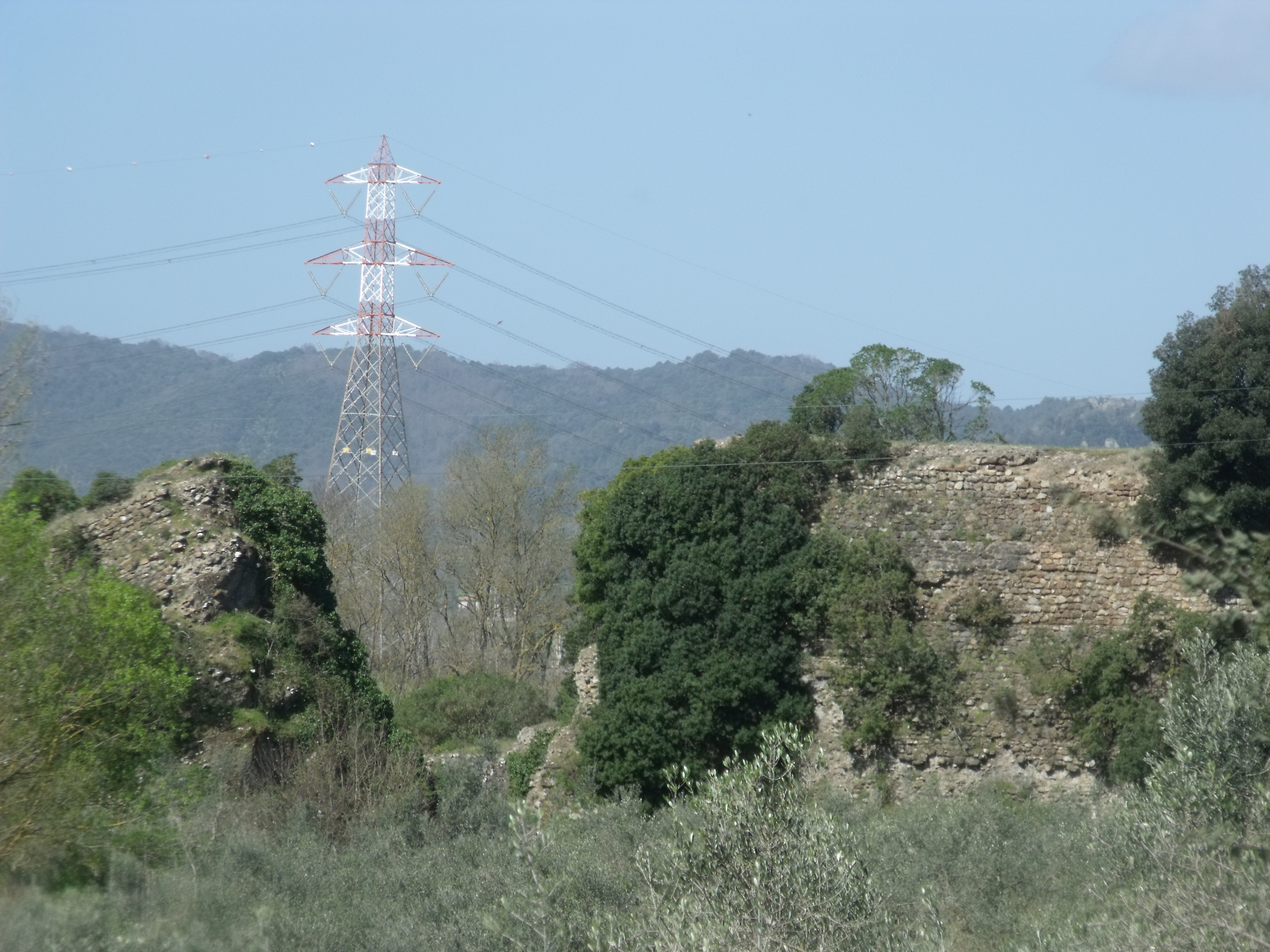
Staumauerruine

Die Bruna-Staumauer (ital. Diga dei Muracci) wurde im 15. Jahrhundert in der Republik Siena im heutigen Italien am Fluss Bruna erbaut.

## Lage und Bautyp
Sie stand nordöstlich der Gemeinde Gavorrano an der Grenze zu Roccastrada, nördlich von Giuncarico (Gavorrano) und südwestlich von Ribolla (Roccastrada) im Brunatal, dort wo es sich zur Maremma-Ebene öffnet. Der Stausee, Lago di Pietra (auch Lago della Bruna) genannt, sollte dazu dienen, Fische zu züchten. Namensgebend für den Lago di Pietra war die nahegelegene Festung und heutige Ruine Castello di Pietra (auch Castel Pietra genannt).
Laut den erhaltenen Unterlagen war die Mauer, vom Typ her eine Gewichtsstaumauer, bis zu 18 m hoch, an der Basis 12 m und an der Mauerkrone 6 m breit und 300 m lang.
Die Planungen begannen im Jahr 1468 und der Bau 1470. 22 Jahre später brach die Staumauer im Dezember 1492, wobei es eine unbekannte Zahl von Toten gab.

## Geschichte
Die erste Planung von Pietro dell’Abbaco, einem Mathematiker, sah vor, dass etwa 17.500 Kubikmeter Steine und Baumaterial benötigt würden. Ausführende Baumeister waren Matteo di Iacopo (Matteo Jacopo di Muriano) und Adamo di Domenico (Adamo di maestro Domenico di San Vico in Val di Lugano, † 1473). 1471, im Jahr nach dem Baubeginn, erkannte man, dass die Konstruktion verändert werden musste, weil sie nicht tragfähig gewesen wäre. In der Mitte der Mauer wurden sieben Pfeiler hinzugefügt. Im Jahr 1473 stellte man fest, dass die Menge des benötigten Baumaterials sich auf 35.000 Kubikmeter verdoppelt hatte. 1475 muss das Tal abgesperrt gewesen sein, aber erste Schäden traten auf. Durch das überströmende Wasser entstand ein Loch an der Luftseite der Mauer.
Aus dem Jahr 1481 gibt es eine Petition nach mehr Geld, mit dem weitere 16.000 Kubikmeter Steine verbaut werden sollten. Die Reparaturarbeiten sind nach 1481 anscheinend langsamer vorangegangen. 1492 muss das Bauwerk nahezu fertig gewesen sein, aber es war offensichtlich in keinem guten Zustand.
Im Laufe des Jahres 1492 baten die Sieneser den Herzog von Calabrien darum, den Baumeister Francesco di Giorgio Martini zurückzuschicken, der im Jahr davor weggegangen war. Er kam aber bis Dezember nicht zurück. Laut einem letzten Hilferuf vom 4. Dezember 1492, der schriftlich erhalten ist, war die Staumauer in großer Gefahr und drohte zu brechen, was sie in den letzten Dezembertagen dann auch tat. Eine große Überschwemmung entstand, bei der Menschen und Tiere starben.
Es gab mehrere Planungen, um die Staumauer wieder aufzubauen. Teile der Pläne, unter anderem die von Baldassare Peruzzi, sind bis heute erhalten, wurden aber nie verwirklicht. Die Überschwemmung von 1532 zerstörte zudem weite Teile der noch vorhandenen Anlagen. Heute sind noch drei größere Bruchstücke der Mauer zu sehen, vor allem die Endstücke an den Seiten. Neben den beiden Überresten an den Hängen gibt es noch einen bogenförmigen Überrest auf der wasserseitigen (nordwestlichen) Seite der Staumauer. Das Mittelstück ist nicht erhalten.